# Eiswein

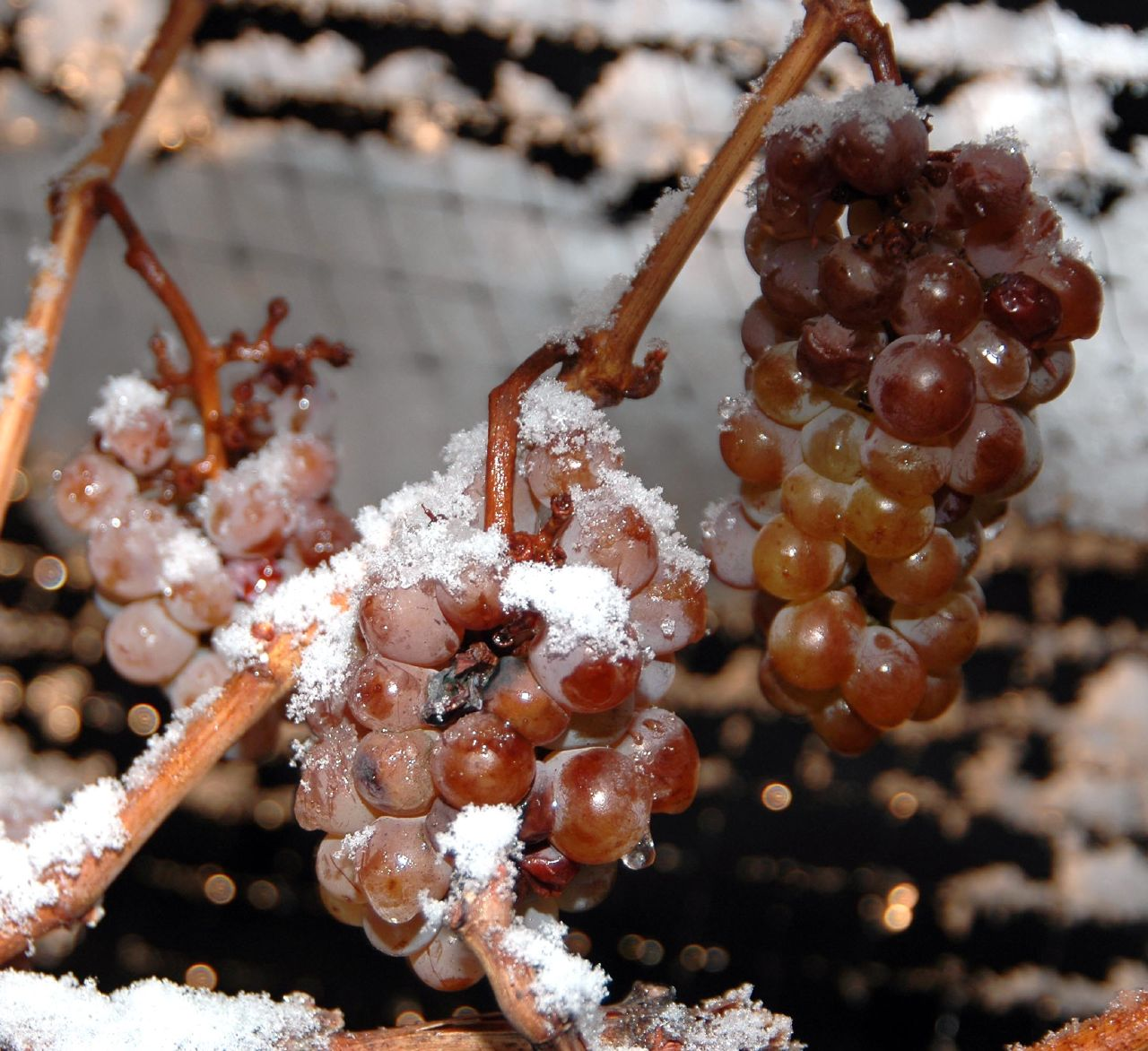
Gefrorene Trauben auf der Niagara-Halbinsel. Die Netze schützen vor Vogelfraß.

Eiswein bezeichnet einen Wein, der aus gefrorenen Trauben hergestellt wird. Dazu werden die Trauben bis in den Hochwinter am Rebstock belassen, wodurch der Ertrag sinkt. Zusätzlich besteht das Risiko, die ganze Ernte zu verlieren.

## Bedeutung
Eiswein ist auch ein Prädikat nach deutschem Weinrecht für Qualitätsweine. Er gehört zur Wein-Qualitätsstufe der Prädikatsweine und steht nach dem deutschen Weingesetz auf einer Stufe mit dem Prädikat Beerenauslese.
Eisweine sind hochwertige, recht dickflüssige, natursüße Weine. Auch Rotweinsorten können zur Anwendung kommen, die dann infolge des rein weißen Safts dieser Beeren einen reinweißen Eiswein ergeben. Das natürliche Gefrierkonzentrat wird aus Trauben hergestellt, die bei Temperaturen von −7 °C oder kälter gefroren geerntet und sofort danach im Weingut gepresst werden. Anschließend wird der hochkonzentrierte Most vergoren, erhält das Prädikat Eiswein nach Prüfung in der zuständigen Prüfstelle und ist in der Regel reduktiv ausgebaut.
Das im Fruchtfleisch der Beeren enthaltene Wasser kristallisiert bei anhaltender Lufttemperatur von −7 °C oder tiefer bis zu einem hohen Anteil aus. Das feste Eis besteht aus relativ reinem Wasser. Zucker und Fruchtsäuren werden in der flüssigen Phase im Gegenzug aufkonzentriert. Auch wenn beim Pressen ein Teil des Eises schmilzt ergibt sich ein konzentrierter Most und daraus konzentrierte und sehr süße Weine. Sie besitzen in der Regel eine kräftige, hocharomatische Säure, die ein wichtiges Gegengewicht zur intensiven natürlichen Süße dieser Weine bildet.
Deutsche Eisweine sind eine besondere Weinspezialität, insbesondere solche aus der Rebsorte Riesling. Sie genießen als Raritäten Weltruf und werden von Weinkritikern und Experten des Weinmarktes zu den geschätztesten natürlichen Süßweinen gezählt.
Auch Österreich ist ein Erzeugerland von hochwertigem Eiswein. Kleine Mengen von Eiswein werden auch in Luxemburg erzeugt. Kanadischer Icewine stellt mengenmäßig die größte Produktion dar. Ferner wird in den USA (Oregon und Michigan) sowie in Neuseeland Ice Wine hergestellt.

## Geschichte

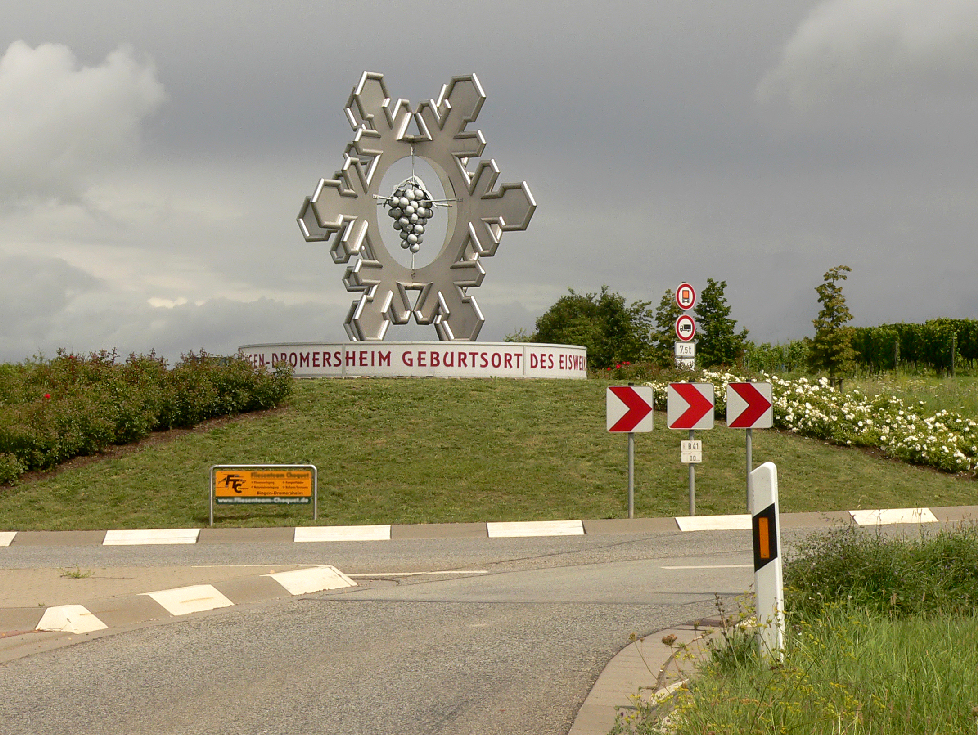
Verkehrskreisel bei Dromersheim mit Eisweindenkmal

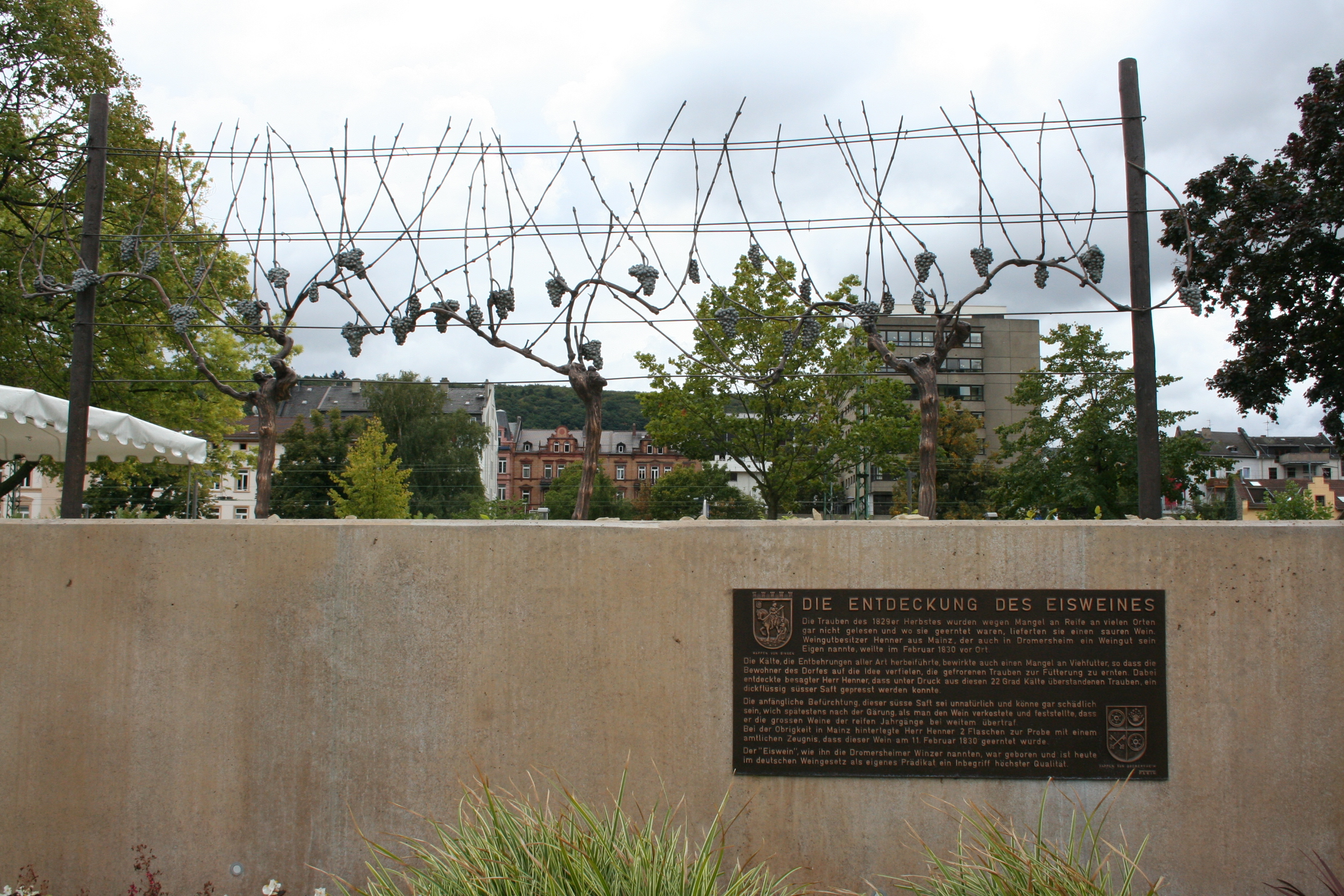
Eisweindenkmal in Bingen am Rhein

Geburtsort des deutschen Eisweines ist die Gemeinde Bingen-Dromersheim. „Der vermutlich allererste Eiswein Deutschlands wurde am 11. Februar 1830 von Trauben des Jahrgangs 1829 in Dromersheim bei Bingen gelesen.“
1829 war eigentlich ein schlechtes Weinjahr. Als die Winzer in Dromersheim mitten im Winter und nach starken Frösten die wegen der schlechten Qualität zunächst gar nicht geernteten Trauben doch noch pflückten, um sie an das Vieh zu verfüttern, stellten sie fest, dass die Trauben zwar wenig, aber einen wunderbar süßen Saft mit hohem Mostgewicht aufwiesen. Aus den daraufhin ausgepressten Trauben entstand der Eiswein.
Deutschland und Österreich waren lange Zeit die einzigen Länder, in denen Eiswein hergestellt wurde. 1975 begann aber auch Kanada mit der Produktion und ist seitdem sogar zum weltweit größten Eisweinerzeuger aufgestiegen. Der besondere (und teurere, da in geringerer Menge als viele andere Weine herstellbare) Wein wird vor allem aus Vidal Blanc, Chenin Blanc und Riesling gewonnen.
2019/20 konnten angesichts des milden Winters nur vier Weingüter am 5. Dezember 2019 (in Baden am Kaiserstuhl, im pfälzischen Bad Dürkheim-Ungstein sowie im rheinhessischen Sprendlingen) und am 22. Januar 2020 (im württembergischen Remstal) Eiswein lesen.

## Herstellung
Die Weintrauben werden bis zur Durchfrostung am Rebstock belassen, was bis in den Februar hinein geschehen kann. Sie müssen im gefrorenen Zustand gelesen und verarbeitet werden. Als wichtigstes Qualitätskriterium wird hierbei der Zuckergehalt der Trauben angesehen. Dabei sind schon Moste mit über 250° Oechsle gemessen worden. In Deutschland und Österreich muss das Mostgewicht des Leseguts zur Herstellung von Eiswein mindestens dem vorgeschriebenen Mostgewicht des Prädikats Beerenauslese entsprechen.
Der Saft von gefrorenen Trauben lässt sich nur unter entsprechendem Druck herauspressen – aus diesem Grund werden für die Eisweinkelterung meist besonders leistungsfähige Spindelpressen verwendet. Das Ergebnis ist eine geringe Mengenausbeute, da ein Großteil des Wassers in den gefrorenen Trauben zurückbleibt.
„Für den Winzer geht es dabei um alles oder nichts, denn der Eisweinpoker birgt das Risiko des Totalverlustes, insbesondere in diesem Jahr [2003] mit seinem milden Spätherbst.“ Nur etwa 10 Prozent der ursprünglichen Ausgangsmenge ergeben Eiswein in der Flasche. Die restliche Traubenmenge wird selektiv herausgeschnitten oder fällt den unberechenbaren Witterungsumständen zum Opfer.
Technisch setzt jede natürliche Süßweinherstellung eine Wasserreduktion, Konzentration des Fruchtsaftes voraus; bei der herkömmlichen Methode wartet man länger mit der Ernte (daher der Begriff Spätlese) oder selektiert die besonders reifen Beeren manuell (Auslese), im Extremfall, bis die Beeren völlig wie Rosinen eingetrocknet sind (Trockenbeerenauslese). Beim Eiswein geschieht diese Reduktion hauptsächlich durch das Gefrieren, da das Wasser vor den Fruchtbestandteilen gefriert und beim weiteren Verarbeitungsprozess vom Mostkonzentrat mit physikalischen Methoden getrennt werden kann.
In vielen Jahren erlaubt es die frühe Reife der Trauben nicht, die Eisweintrauben ausreichend lange am Stock hängen zu lassen. Beerenauslesen lassen sich hingegen in fast jedem guten Jahr erzeugen.
Beim Abpressen auf der Kelter muss ständig kontrolliert werden, wie sich das Mostgewicht (der Zuckergehalt) verändert, um ein „Verwässern“ zu verhindern. Bei extrem hohen Mostgewichten und wegen der zwangsläufig herrschenden niedrigen Temperaturen besteht das Risiko, dass die alkoholische Gärung nicht in Gang kommt, also kein Eiswein entsteht.
Dabei bleibt wesentlich mehr Säure erhalten, der Grund für die charakteristische Säurenote. Durch den Wasserverlust ist die Ausbeute bei der Eisweinerzeugung (wie auch bei den Beeren- und Trockenbeerenauslesen) extrem gering, dazu kommt oft ein hoher Anteil an Handarbeit unter widrigen Umständen (Kälte, Dunkelheit), was die hohen Preise erklärt. Die Lese wird in der Regel in den frühen Morgenstunden durchgeführt, weil dann die Temperaturen am niedrigsten sind. Dies hat den Vorteil, dass die tagsüber stattfindende Erwärmung keinen wesentlichen Einfluss auf den Zustand des Lesegutes nehmen kann.
Grundsätzlich ist früher Frost möglichst im November der Eisweinqualität besonders zuträglich. Kommt der Frost hingegen erst im Januar, dann entstehen nur selten frische und elegante Eisweine, weil die Trauben durch die Witterung gelitten haben und die Fäulnis dann fortgeschritten ist.
Allerdings ist dieser Mythos der harten Winzerarbeit teilweise relativiert. Wenn auch im Discounter deutsche Eisweine angeboten werden, so ist dies auf den Umstand zurückzuführen, dass in den deutschen Bundesländern Baden-Württemberg und Rheinland-Pfalz die Maschinenlese zugelassen ist. Eine Handlese ist dagegen in Hessen vorgeschrieben.
In manchen Ländern (beispielsweise Neuseeland) wird eine Art Eiswein auch „künstlich“ hergestellt durch Einfrieren normal geernteter Beeren. Die Methode des technischen Verlagerns des Natur-Vorganges Frost ins Kühlhaus per Kryoextraktion ist zum Beispiel auch in Sauternes für hochklassigen edelsüßen Weißwein verantwortlich. Dieses Verfahren des „Frostings“ ist in Deutschland gesetzlich verboten.

## Qualität

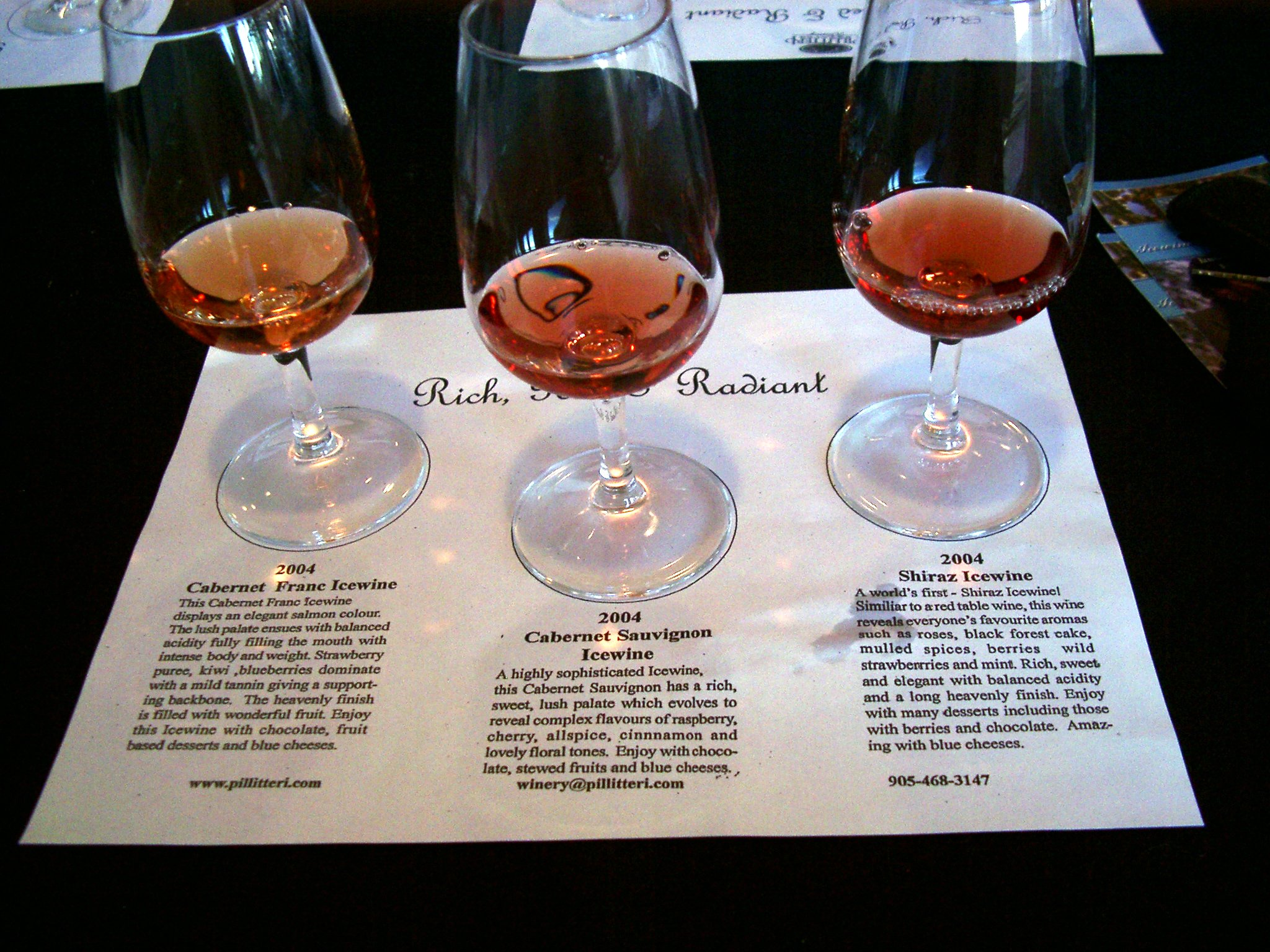
Eisweine

Die Eisweinbereitung setzt gesunde Trauben voraus, die nicht von Edelfäule befallen sind. Ist die Gesundheit des Leseguts nicht durchweg gegeben, besteht das Risiko, dass sich durch Essigsäurebakterien flüchtige Säure (zum Großteil Essigsäure) bildet. Übersteigt diese den gesetzlich tolerierten Wert von 1,2 g/l bei Weißwein, spricht man von Essigstich und der Wein darf nicht vermarktet werden.
Eiswein wird zumeist aus weißen Trauben gewonnen. Besonders beliebt ist in Deutschland die Sorte Riesling, die dem sehr süßen Eiswein ein besonders elegantes Säure-Süße-Spiel verleihen kann. Anders als bei edelsüßen Weinspezialitäten wie Beerenauslesen oder Trockenbeerenauslesen sind beim Eiswein eine frische Säure und intensive Fruchtigkeit ohne Botrytisnoten charakteristisch, was bei der Herstellung durch einen reduktiven Ausbau unterstützt wird. Eiswein zeichnet sich in der Regel durch einen relativ niedrigen Alkoholgehalt und eine hohe Konzentration von Süße und Säure aus, was ihn konserviert und besonders haltbar macht.
Abgefüllt wird Eiswein, genauso wie die Qualitätsstufen ab Auslese aufwärts, in der Regel in 0,375-Liter-Halbflaschen oder in Halbliterflaschen. Gute Eisweine können bei sachgerechter Lagerung Jahrzehnte gelagert werden. Dabei wird in der Flasche die Süße abgebaut, so dass gereifte Eisweine weniger süß schmecken als junge.

## Jahrgang

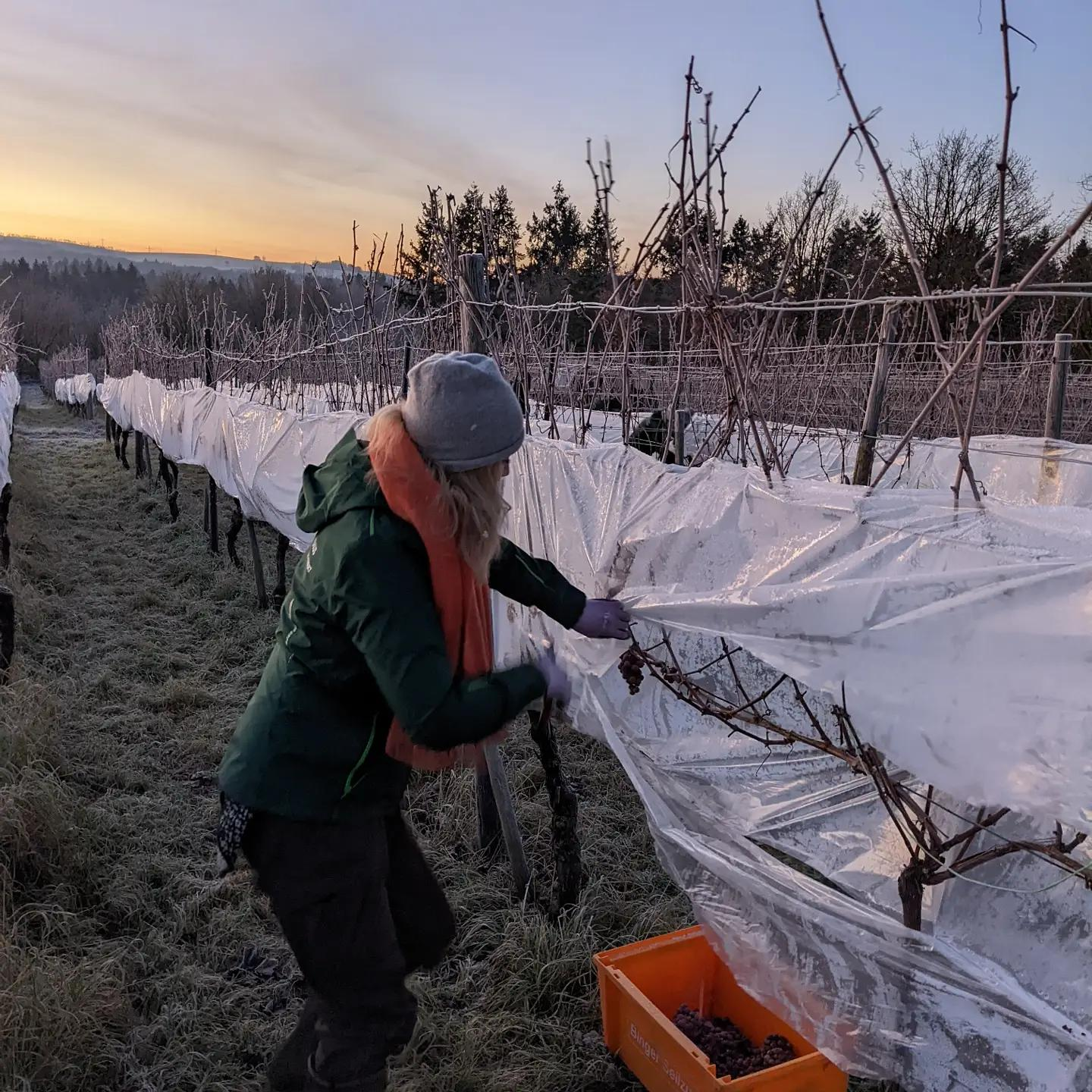
Eisweinlese zur Sonnenwende auf dem Weingut Maximin Grünhaus

Auch wenn die Trauben für einen Eiswein erst im Januar des Folgejahres geerntet werden, erhält der Wein den Jahrgang, in dem die Trauben gewachsen sind. So werden beispielsweise im Januar 2016 gelesene Trauben als 2015er Eiswein verkauft.

## Rechtliches
In Rheinland-Pfalz besteht seit 2013 für die Winzer, die Eiswein lesen wollen, eine Meldepflicht. Die Winzer müssen hierzu vorab die Lage (Gemarkung, Flur und Flurstücksnummer), die Fläche in m² sowie die Rebsorte der beabsichtigten Eisweinernte bis zum 15. November des Erntejahres melden. Entsprechende Weinkontrolleure überprüfen die Qualität der Trauben. Die Meldepflicht wurde nötig, da 2011 ein großer Teil des vermeintlichen Eisweines nicht von den Prüfern anerkannt wurde. Im ersten Jahr haben sich 102 Betriebe hierfür gemeldet.